# Teatre Aleksandrinski
El teatre Aleksandrinski, rus: Александринский театр, nom oficial complet Teatre dramàtic nacional de Rússia (Aleksandrinski), rus: Национальный драматический театр России (Александринский), col·loquialment - Aleksandrinka, Teatre Puixkin) és un dels teatres més antics de Rússia que encara es conserven. Està situat a Sant Petersburg. Construit expressament per a la companyia teatral imperial de la ciutat, va obrir les portes l'any 1832. L'edifici, d'estil imperi, és un dels destacats monuments arquitectònics de la ciutat. És patrimoni de la UNESCO.
A començaments del segle xix, tot el teatre rus estava orientat vers models de l'oest d'Europa. Al llarg el segle, va anar desenvolupant la seva pròpia escola original, i l'Aleksandrisnki era el vaixell insígnia de la vida teatral de la capital. La història de la cultura escènica rusa va néixer a les parets d'aquest teatre. Els primers anys estava dedicat a l'òpera, la dansa i el teatre, però cap a la meitat de segle s'hi va representar únicament aquest darrer. Després de la dècada de 1880, van tornar la dansa i l'òpera. Amb la Revolució Russa de 1917 va esdevenir un teatre autogestionat per la companyia resident i el 1920 el govern va canviar-li el nom: de teatre Aleksandrinski, en honor de la tsarina Alexandra Fiódorovna, a Teatre nacional Dramàtic Puixkin. El 1991 va reprendre el nom Aleksandrinski. Després d'una reconstrucció, va reobrir l'any 2006.